# آلفرد ووننبرگ
آلفرد ووننبرگ (به آلمانی: Alfred Wünnenberg) (زاده ۲۰ ژوئیه ۱۸۹۱ – مرگ ۳۰ دسامبر ۱۹۶۳) یک سرهنگ آلمانی در دوره رایش سوم و از ۱۵ دسامبر ۱۹۴۱ تا ۱۴ می ۱۹۴۲ و دوباره از ۱۹ ژوئیه ۱۹۴۲ تا ۱۰ ژوئن ۱۹۴۳ فرمانده لشکر چهارم زرهی اس‌اس بود.